# Gymnadenia stiriaca
Gymnadenia stiriaca är en orkidéart som först beskrevs av Karl Rechinger och som fick sitt nu gällande namn av Herwig Teppner och Erich Klein. 
Gymnadenia stiriaca ingår i släktet brudsporrar och familjen orkidéer. Inga underarter finns listade i Catalogue of Life.
Artens utbredningsområde är Österrike. Arten förekommer i bergskedjorna Dachstein, Salzkammergut och Grazer Bergland. Den hittas i områden som ligger 1800 till 2000 meter över havet. Gymnadenia stiriaca växer i bergsängar med kalkrik grund. Arten behöver ingen skugga och den blommar mellan juni och augusti.
Flera exemplar skadas av bergvandrare. Gräset blir för högt och skapar för mycket skugga när betande djur uteblir. För många betande djur kan skada Gymnadenia stiriaca. Växten är allmänt sällsynt. IUCN kategoriserar arten globalt som starkt hotad.

## Bildgalleri

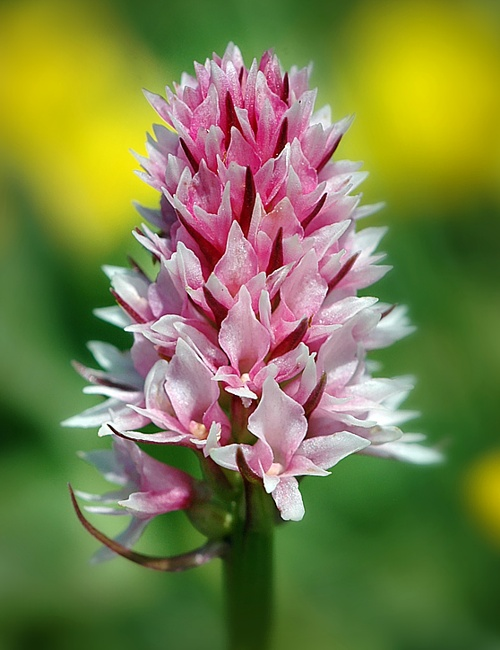
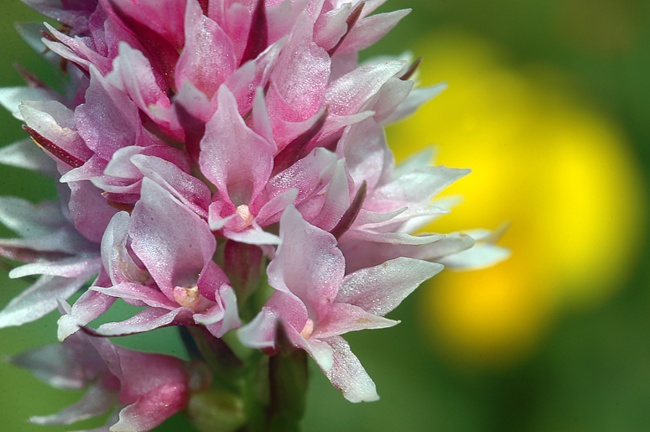